# Aglaonema
Genre
Le genre Aglaonema comprend environ 60 espèces de plantes de la famille des aracées, originaires des régions tropicales asiatiques.
La floraison produit des spadices, inflorescences typiques de la famille des aracées, constituées comme chez les arums d'un spathe entourant un épi central: agláos signifie en grec 'beau' ou 'brillant', pendant que le mot néma ('fil') se réfère à l'épi.
Les plantes de ce genre sont appréciées pour les motifs décoratifs, parfois multicolores, de leurs feuilles. L’espèce la plus connue comme plante d’appartement est Aglaonema commutatum. Il s'agit d'une espèce très résistante qui n'a pas d'exigences spéciales.
Dans le film Léon (1994) de Luc Besson, avec Jean Reno et Natalie Portman, la plante que Jean Reno transporte tout au long du film est une Aglaonema.